# 半グレ
半グレ（はんグレ）とは、日本において暴力団に所属せずに犯罪を行う集団。半グレ集団ともいう。暴力団に詳しいジャーナリストの溝口敦の命名とされるが、「半グレ」という言葉自体は溝口以前から存在する。2020年11月時点での半グレの人数とグループ数は、警察が把握しただけで約4,000人（約60グループ）もいると推定されており、2019年末時点の六代目山口組の構成員数に匹敵する。

## 種類
半グレという語の初出は溝口敦著『ヤクザ崩壊』（2011年・講談社）であるとされる（ただし、実際の用例は溝口以前から存在する）。
| “暴力団の陰で新興の組織犯罪集団が勃興している。彼らに対する公的な呼称はまだなく、本書では「半グレ集団」と呼ぶことにする。「半グレ」とは彼らが堅気とヤクザとの中間的な存在であること、また「グレ」はぐれている、愚連隊のグレであり、黒でも白でもない中間的な灰色のグレーでもあり、グレーゾーンのグレーでもある。”―――溝口敦（2011年・『ヤクザ崩壊 侵食される六代目山口組』） |

ノンフィクションライターの小野登志郎は、1991年の暴力団員による不当な行為の防止等に関する法律（暴力団対策法）施行ならびにその後の暴力団排除条例施行が“半グレ集団”勃興の誘因であったものと推測する。日本の各地にその例が見られ、様々な局面において暴力団と対峙する勢力となり、時に暴力団を圧倒してきた。東京の「関東連合」がそうした“半グレ集団”の典型とされている。ほか、中国残留孤児の2世ならびに3世を中核構成員とする「怒羅権」や、大阪の繁華街・ミナミで傷害事件などを繰り返しているアマチュア格闘技団体（「強者 つわもの」）などが“半グレ集団”の例に挙げられてきた。
犯罪社会学者の廣末登は、暴力団離脱者の研究や福岡県更生保護就労支援事業所の所長の経験などから、溝口が紹介した当時の半グレの姿から時代の流れとともに変化していることを指摘している。廣末によると半グレのパターンは、①旧関東連合や怒羅権に代表される筋金入りの半グレ（現在は30代から40代の年齢で溝口敦のいう「半グレ」） ②オレオレ詐欺の実行犯 ③正業を持つ半グレグループ ④元暴アウトロー といった4パターンに分けられるという。

## 組織
メンバーには暴走族上がりの者や、暴走族ではないものの街中で悪さをしていた不良グループ、詐欺組織や、元ヤクザ/元暴力団、公務員、格闘技団体など多岐にわたる。特殊詐欺や闇金融などといった独自のビジネスを展開する集団もあると見られているものの、実態は定かとなっておらず、社会問題化するに至った。「暴走族の元メンバーやその知人らが離合集散しながら緩やかなネットワークで行動を共にするグループ」（2013年・朝日新聞）。特殊詐欺や闇金融のほか、貧困ビジネス、解体工事や産廃の運搬業、クラブや芸能プロダクションの経営、ならびに出会い系サイトの運営などが大抵のメンバーのいわゆる「シノギ」（資金獲得活動）となっている。また半グレが特殊詐欺や、屋根リフォーム詐欺・屋根破壊などで得た資金を、暴力団に上納しているのではないかとの疑惑も根強く存在する。
暴力団との顕著な違いとして、暴力団に籍を置いていないがゆえに暴力団対策法の適用を受けないこと、活動の匿名性や隠密性、メンバーの年齢層の若さ（年長でも40歳代まで）、ならびに人員供給の拡大傾向が挙げられる。少数ながら暴力団系のグループも存在してはいるものの、大半は暴力団と距離を置いているため、暴力団対策法の規制を受ける暴力団とは違い、有効な法規制を受けない状況となっている。

## 資金源

### 特殊詐欺
半グレが関わっている詐欺行為で最も悪質なものは特殊詐欺である。2012年の時点の特殊詐欺グループのトップにいた半グレ実業家は、関東連合OBや五菱会メンバー(初期は彼らも下積みにいたことから「第二世代」と呼ばれる)がオーナーをしていた時代に下積みをして成り上がり、自らもオーナーとなった「第三世代」であり、その下にいるのは「番頭格」と呼ばれる企業の中間管理職に相当する幹部がいて、特殊詐欺を実際に行う「プレーヤー」、被害者や銀行から金を受け取る「出し子(取り子とも)」を行うアルバイトの不良少年やワーキングプアといった者達を統括していたと言われる。

### 屋根点検詐欺/水道給排水設備
半グレが流れ込んでいる業界に屋根設備業界と、水道給排水設備特殊があげられる。特殊詐欺に匹敵する悪質性を帯びているのが、「屋根リフォーム詐欺」と、それに伴う器物損壊である。写真週刊誌FRIDAYが初めて明らかにしたその実態は、オーナーが半グレの屋根リフォーム詐欺業者は、屋根の無料点検と称して屋根に昇り、屋根に破損個所がない場合は、金づちで破壊（器物損壊罪）してしまうのである。契約が成立した場合、被害者に請求する金額は、一般の業者の相場の約「2倍」である。例えば、家屋面積20坪で相場50万円台のところ、半グレ業者は「100万円」以上を請求する。もし無料診断の後、家主が契約を拒否しても、”屋根の破壊”という半グレの社会への報復という目的は、達成されることになる。半グレ業者のセールスマンは半年程度で辞めてしまうが、応募者は後を絶たずすぐに補充できる。なぜなら、半グレのオーナーがインスタグラムに「芸能人との写真をアップ」しているからである。この悪徳業者は業界団体がウェブサイトで注意を喚起している事例よりも、はるかに悪質であり当局の摘発が待たれる。なお、2023年には屋根点検業者に逮捕者が出ている。他にも水道給排水設備業者に半グレが流れ込んでおり、電話帳やネットに5500円より、などとおとり広告を出しながら、実際にはその15倍ほどの高額な料金を請求し、さらに敷地の備品や庭園を破壊する場合もある。。また、床下シロアリ診断の悪徳商法も以前から存在するが、半グレとの関係も疑われている。

### スカウト業務
京都では半グレ起業家らが違法なスカウト行為で逮捕された。同起業家らは有名大学の男子学生に若い女性をナンパさせた上、経営しているぼったくりバーに連れて行くというデート商法を行い、多額の借金を抱えた女性らに対し風俗店で働くよう要求。紹介料として女性への給与の一部を受け取っていた。実行役の学生向けに作ったマニュアルには、「日本の大学はぬるま湯。それに甘んじて損をするのはあなた達」などとベンチャー企業のような文句が並び、男子学生たちは「自分はただの学生とは違う」という意識で業務に精を出していたという。
またこのような悪質な手口は関西だけでなく、東京など関東でも行われていたと、ある私大イベントサークルOBは指摘している。

### その他
半グレによる強盗も確認されている。大阪・ミナミの歓楽街にあるクラブにて暴行されて複数の男女が金品を奪われる強盗致傷事件が発生し、男女8人から成る半グレ集団「軍団立石」のメンバーらが逮捕された。それ以外にも、元組員からの情報を得た半グレが複数の暴力団組長の邸宅を襲撃して金品を奪うという事件を起こしたり、お笑い芸人宮迫博之との交際が報じられた金塊強盗事件の首謀者が「半グレのリーダー」と称されたりという事例がある。
脱法ドラッグの売買にも関わっていたとされている。2010年代前半、人工カンナビノイドを使用した、いわゆる「合法ハーブ」の販売をヤミ金出身の半グレが行っていた。しかし警察の取締が本格的になり、半グレは「合法ハーブ」販売業から次々と撤退したとされている。
また、半グレが合法的なビジネスを行う、もしくは表向きの肩書にするというケースも見られる。関東連合OBの柴田大輔は芸能プロダクションやIT系広告代理店を営んでおり、また松嶋クロスはアダルトビデオ業界で働いていた。
インターネット界隈でも多くの半グレが参入している。SNSを活用しカリスマ性やユニークさでフォロワーを集め、闇バイトなどの犯罪行為に加担させたり、女性を性風俗店に斡旋するなどの動向が見られる。

## 暴力団との関係
大半のメンバーが暴力団組織に所属しない特徴のある半グレであるが、シノギなどにおいては組織として暴力団と共存関係を築き、上納金を収める場合もある。大阪を地盤としていた半グレ集団・アビスの場合では、任侠山口組系組織に月30-50万円を上納していたほか、同じく半グレ集団のO7（アウトセブン）との対立時には暴力団による仲裁で沈静化が図られている。このため半グレ集団に対し警察側は、暴力団捜査を担当する大阪府警捜査4課が捜査を実施し、2018年9月以降、多数の関係者が逮捕され「アビス」、「O7」ともに2018年に解散している。
また、暴力団側も近年は新人や下部メンバーを組員として登録せず、傘下の半グレ集団の一員として活動させているとも言われる。
2016年、大阪から沖縄県石垣島へ半グレ集団が進出、強引な客引きやボッタクリに近い請求をする店が現れた。この進出に当たっては、山口組系幹部が石垣島を縄張りにしていた地場の暴力団に口利きをしたとされる。この半グレ集団は沖縄県警察に徹底的にマークされ、2020年11月には解散宣言を出した。

## 対策
2013年には「関東連合」や「怒羅権」などの“半グレ集団”が警察庁によって新たに“準暴力団”と規定され、その実態解明を企図した取り組みが同庁の号令のもとで始動するに至っている。定義は「暴力団と同程度の明確な組織性はないものの、構成メンバーが集団で常習的に暴力的な不法行為をしているグループ」。先立つ2012年に東京で発生した関東連合関係事案「六本木クラブ殺人事件」がそのきっかけであったという。
東京の8団体と2017年に大阪府警が指定した2団体の計10団体が準暴力団と見なされている。
2017年から2018年にかけて、大阪府警は半グレ集団アビスが経営していたガールズバーの経営者ら55人を傷害や恐喝未遂などの疑いで逮捕・送検、もしくは書類送検・家裁送致とし、組織を解散に追い込んだ。
2023年前後から全国の警察で専従班を設ける動きが出ており、2022年12月、警視庁が庁内の情報を部門横断的に集約して分析し、摘発につなげる特命班を発足させ、2023年1月、福岡県警が半グレ対策を専門にした取締本部を全国で初めて設置した。
2023年7月3日、警察庁はピラミッド構造を持たない準暴力団らを実態に合わせてより広い概念として「匿名・流動型犯罪グループ」（略称:トクリュウ）と新たに定義して対策に着手するよう全国の警察本部へ組織改革を指示した。